# Парфёнов, Евгений Иванович
Евгений Иванович Парфёнов (16 ноября 1927, Стройково, Тверская губерния — 16 марта 2011, Снежинск, Челябинская область) — советский инженер-конструктор, специалист в области испытаний ядерного оружия, полковник (1963); Лауреат Государственной премии СССР (1979).

## Биография
Родился в 1927 году в деревне Стройково (в 1929—1958 годы — в Есеновичском районе, ныне — в Вышневолоцком городском округе Тверской области).
С 1944 года в РККА, участник Великой Отечественной войны. С 1958 года после окончания Военно-воздушной академии имени А. Ф. Можайского в резерве министерства обороны и прикомандирован к МСМ СССР.
С 1958 года направлен в закрытый город Челябинск-70. С 1958 года инженер, старший инженер, с 1960 года начальник Военно-сборочной бригады, с 1971 года заместитель главного конструктора — начальник Научно-испытательного отделения Всесоюзного научно-исследовательского института технической физики. Участник лётно-конструкторских испытаний ядерного оружия, руководил подготовкой ядерных боеприпасов на предприятии и доставкой их на полигоны. Внёс значительный вклад в развитие испытаний некоторых видов ядерного оружия на Донгузском полигоне и в реализации программы мирных ядерных взрывов.
С 1988 года в отставке, жил в городе Снежинске. Умер 16 марта 2011 года.

## Награды
- Орден Ленина (1984)
- Орден Октябрьской революции (1971)
- Орден Отечественной войны 2-й степени (15.4.1985)[2]
- Орден Трудового Красного Знамени (1962)
- Орден Мужества (2001)
- Государственная премия СССР (1979)
- медали, в том числе:
  - «За боевые заслуги» (26.10.1955)[1]